# SESAM
SESAM（Society in Europe for Simulation Applied to Medicine、直訳すると「ヨーロッパ医学応用シミュレーション学会」）は、コペンハーゲンにおいて1994年に創設された医学系学会。シミュレーションの医学応用を主題としており、会員として医師、看護師のほか、医学に関連する領域の専門家として、工学系の職種や心理学、臨床心理士、などにも幅広く門戸を開いているのが特徴である。
臨床シミュレーション、シミュレーション医学を主題とした国際学会のなかでもパイオニアであり、1994年より学術集会を、1998年よりヨーロッパ域内の医学シミュレーションセンターを会場として年次学術集会を開催している。現在の事務局は、ゲッティンゲンにある。

## 事業
- 医学教育、研究におけるシミュレーションの応用の開発を通じて、医療とヘルスケアの質の管理をめざす。
- シミュレーション医学に関する研究を発信。

## 学術集会の開催
毎年6月中旬を会期として、学術集会を開催している。学術集会は、初期は変則的な開催であったが、1998年以降、年次学術集会として開催されている。開催地は、医学シミュレーションセンターを擁する大学などの研究機関、病院などの医療機関などであり、立候補制をとっている。過去の開催地は、1994年4月コペンハーゲン（デンマーク）、1995年は未開催、1996年コペンハーゲン（デンマーク）、1998年1月ツーソン（アリゾナ）、1998年4月ライデン（オランダ）、1999年4月エスビャウ（デンマーク）、2000年3月マインツ（ドイツ）、2001年3月スターリング（英国）、2002年5月サンタンデル（スペイン）、2003年4月ロンドン（英国）、2004年6月ストックホルム（スウェーデン）、2005年5月ブリストル（英国）、2006年6月ポルト（ポルトガル）、2007年6月コペンハーゲン（デンマーク）、2008年6月ハットフィールド（英国）、2009年6月マインツ（ドイツ）、2010年6月フローニンゲン（オランダ）、2011年6月グラナダ（スペイン）、2012年6月スタヴァンゲル（ノルウェー）、2013年6月パリ（フランス）、2014年6月にはポズナン(ポーランド)で開催、2015年6月にはベルファスト(北アイルランド)、2016年6月にはリスボン(ポルトガル)で開催された。2017年はパリで開催された。1998年の米国開催は、SSHの契機となったほか、ラテンアメリカでの医学シミュレーション学会と連携している。